# Чучвара
Чучвара (кирг. чүчпара́, узб. чучвара́, уйг. чүчүрә, каз. тұшпара́, азерб. düşbərə) – традиційна страва азійської кухні у вигляді відвареного прісного тіста з м'ясною начинкою. Є найбільш поширеною в Узбекистані, Азербайджані, Казахстані та Киргизстані.

## Особливості приготування
Зазвичай чучвара готується із тих же продуктів, що і пельмені. Начинку для чучвари готують з яловичини та баранини, дрібно подрібнюючи разом з цибулею ножем. До фаршу може додаватись зіра. Прісне тісто нарізується ромбиками, на які кладеться м'ясна начинка. Вони згортаються потім конвертиками.
Розмір чучвари виходить, як правило, менше ніж пельменів. Вариться чучвара тільки на м'ясному бульйоні, загальний час приготування якого 2,5 години.
Чучвара подається у глибоких тарілках разом з м'ясом і бульйоном. Як приправу можна за смаком використовувати столовий оцет, чорний мелений перець, айран, сметану, зелень, паприку, заправку з помідорів та гострий стрючковий перець.
На свята та для гостей в Узбекистані чучвару готують з бараниною та яловичиною, а у повсякденному житті начинкою можуть слугувати курдючний жир (баранячий жир) та цибуля, зелень та яйце..